# Alumnus
Um alumnus (pl. alumni) é o nome utilizado para designar um aluno graduado ou antigo aluno de uma universidade. O feminino de alumnus é alumna (pl. alumnae).

## Etimologia
Alumnus é um substantivo latino que designa "pupilo" ou "filho a cuidado de outro" e deriva do verbo alere, significando "cuidar", "alimentar".

## Portugal
Em Portugal usa-se o termo alumni apenas para os antigos alunos universitários. Os ex-alunos do secundário e básico são apenas conhecidos por antigos alunos. Normalmente, cada faculdade tem-lhe associada uma associação de alumni.